# 藤田和典
藤田 和典（ふじた かずのり、1978年8月5日 - ）は、日本のプロボクサー。岡山県倉敷市出身。元OPBF東洋太平洋スーパーフェザー級暫定王者。現役時代は倉敷守安ボクシングジムに所属していた。

## 人物
父はアマチュア専門ジム元会長の藤田和彦。兄弟は3男2女の5人で全員が格闘技経験者。自身は長男で、妹には、極真空手世界3位で全日本王者の藤田典子、総合格闘家の藤田翔子、弟には、総合格闘技の元DEEPフライ級暫定王者の藤田大和、WBOアジアパシフィックフェザー級王者の藤田健児がいる。

## 来歴
1997年4月20日、プロデビューし、藤原章弘を相手に2RKO勝ちを収めた。
2000年2月20日、OPBF東洋太平洋スーパーフェザー級王者のタイガー・アリに挑戦するも、12回1-2（115-117、109-119、117-115）の僅差の判定負けで王座獲得に失敗した。
2000年11月4日にOPBF東洋太平洋スーパーフェザー級暫定王座決定戦でチョ・カンイルと対戦し、12回3-0（118-111、118-112、118-110）の判定勝ちで王座獲得に成功した。
その後、2001年3月20日に初防衛を成功させ同年7月15日にOPBF東洋太平洋スーパーフェザー級王座統一戦で王者のタイガー・アリと1年5ヶ月ぶりに再戦するも、2回TKO負けを喫し雪辱を果たすことなく王座統一に失敗、藤田が8か月間保持していた暫定王座は正規王座に吸収される形で消滅した。

### 破産
2023年、自身が社長を務めていたボクシングジム会社ドリーマーが破産した。練習環境の整備や興行への参加費用が負担となった上、新型コロナウイルスの影響で利用者が集まらなくなっていた。

## 獲得タイトル
- OPBF東洋太平洋スーパーフェザー級暫定王座（防衛1）